# Son-Rise: The Miracle Continues
Son-Rise: The Miracle Continues är en amerikansk biografisk bok skriven av Barry Neil Kaufman som publicerades 1994.
Den blev återupplivad och utökad från den ursprungliga boken, Son-Rise, som givit upphov till tv-filmen Son-Rise: A Miracle of Love. 
Kaufman berättar om han och hans fru Samahria arbete för att fullt ut återhämta sin 18 månader gamla son från svår autism och grav utvecklingsstörning. Sonen har en IQ under 30. Diagnostiker sade till familjen Kaufman att deras son, Raun, var hopplöst obotlig och att han borde leva i en institution resten av sitt liv. 